# Meine liebste Jahreszeit
Meine liebste Jahreszeit (Originaltitel: Ma saison préférée) ist ein Spielfilm des französischen Regisseurs André Téchiné aus dem Jahr 1993. Das Drama basiert auf einem Originaldrehbuch Téchinés und wurde von den Filmstudios D.A. Films, Les Films Alain Sarde und TF1 Films Productions produziert.

## Handlung
Der Film ist in vier Akte gegliedert:

### Die Abreise
Die alte Witwe Berthe lebt auf einem entlegenen Bauernhof, doch das Alter fordert seinen Tribut. Nach einem Zusammenbruch findet sie der Briefträger hilflos vor. Emilie, ihre Tochter, die mit ihrem Mann Bruno eine Anwaltskanzlei in Blagnac führt, nimmt sie daraufhin in ihrem Hause auf. Das protzige Anwesen mit Swimmingpool ist Berthe zuwider, das lässt sie auch ihre Tochter spüren, die in der ersten Nacht die Mutter in Selbstgesprächen vertieft im Garten vorfindet. Berthe verabscheut jede Art der Fürsorge und schüttet in ihren Selbstgesprächen ihr Herz aus. In den nächsten Tagen sucht Emilie ihren Bruder Antoine, einen erfolgreichen Neurochirurgen, an seiner Arbeitsstelle im Krankenhaus auf. Beide haben sich zuletzt vor drei Jahren gesehen. Emilie berichtet ihm von dem Schlaganfall der Mutter, doch der egoistische und schnell reizbare Antoine sieht in ihrem Besuch den Versuch, die gebrechliche Mutter ihm unterzuschieben. Es kommt zum Streit, doch schließlich vertragen sich die Geschwister wieder, und Emilie lädt ihren Bruder zu Weihnachten in ihr Haus ein. Ihrem Mann sagt Emilie, sie habe ihren Bruder zufällig in Toulouse getroffen und daraufhin eingeladen. Bruno, der den aufrührerischen Schwager nicht leiden kann, ist verblüfft über Emilies Nachsicht. Bei der Beerdigung des Vaters hat Antoine Emilie und ihren Mann beleidigt, die daraufhin geschworen hat, ihren Bruder nie wieder in ihrem Haus zu empfangen.

### Der Fauxpas
Am Weihnachtsabend trifft Antoine bei Emilie und ihrem Ehemann ein. Emilie ermahnt ihn scherzhaft, sich zu benehmen, während sie mit Bruno und der leiblichen Tochter, Anne, die wie einst ihre Eltern Jura studiert, zur Mitternachtsmesse aufbricht. Auf der Toilette ergeht sich Antoine in Selbstgesprächen und ermahnt sich, den Abend nicht zu verderben. Als er auf der Suche nach dem Zimmer seiner Mutter im Haus umherirrt, erwischt er Lucien und Khadija in flagranti. Lucien ist der Adoptivsohn Emilies und Brunos und arbeitet in einem Nachtklub. Die afrikanischstämmige Khadija ist die Anwaltsgehilfin Emilies und träumt vom sozialen Aufstieg. Antoine verspricht, Luciens und Khadijas geheime Beziehung nicht zu verraten, und findet schließlich das Zimmer seiner Mutter. Berthe beschwert sich bei ihm über das Leben bei ihrer Tochter und äußert den Wunsch, auf ihren Bauernhof zurückzukehren.
Der Abend, der mit dem Weihnachtsessen friedlich beginnt, eskaliert in einem Streit, als Berthe Bruno bittet, ihr bei der Aufsetzung eines Testaments zu helfen. Sie selbst hat nie schreiben gelernt. Der impulsive Antoine fühlt sich dabei von Emilies Ehemann provoziert, der ihn einen Stümper und Feigling nennt. Die Männer schlagen einander, Emilie kann sie unter Tränen voneinander trennen. Während Bruno wütend zu Bett geht, erzählt der verletzte Antoine seiner Schwester von einem Traum, in dem er die Uhr auf dem Kamin zerstört. Antoine und Berthe verlassen das Haus noch am selben Abend. Die verzweifelte Emilie stößt daraufhin die porzellanene Uhr vom Kamin. Wenige Stunden später trennen sich auch die Wege Brunos und Emilies. Beide werden sich bewusst, dass in ihrer Ehe gefühlskalt und abgestumpft sind. Ihr Mann wirft Emilie vor, weder begehren noch lieben zu können. Emilie verabscheut, was aus ihnen beiden geworden ist. Anne, die alles mit anhört, flüchtet sich zu Khadija.

### Der nächste Schritt
Berthe lebt, nachdem sie das Haus ihrer Tochter am Weihnachtsabend verlassen hat, wieder allein auf ihrem Hof. Im Sommer beim Kirschenpflücken erleidet sie einen Schlaganfall. Emilie, die mittlerweile nach Toulouse gezogen ist, sieht Antoine in einem Café wieder. Dieser flüchtet aufgeregt auf die Toilette und ermahnt sich, seine Freude über die Trennung Emilies von Bruno nicht zu sehr zu zeigen. Als er zurückkommt, hat Emilie einen Schwächeanfall erlitten. Antoine kümmert sich um sie, und beide beschließen, Berthe in einem Altenheim unterzubringen.
Berthe willigt ein, doch bevor sie ihren Hof für immer verlässt, schneidet sie den Hühnern die Kehle durch. Auf der Fahrt zum Altenheim schwelgen Emilie, Antoine und Berthe in Erinnerungen. Sie fahren an einen nahen Fluss, an den Berthe mit ihrem Mann und ihren Kindern oft Ausflüge unternommen hat. Antoine erfüllt sich einen Kindheitstraum und badet in dem Gewässer, in dem er als kleines Kind nicht baden durfte.
Als die beiden ihre Mutter in das Altersheim gebracht haben, erzählt Emilie ihrem Bruder davon, dass sie sich im Leben überflüssig fühle, genau wie ihr Vater, dem es ebenso ergangen ist. Sie lebt zurückgezogen, woraufhin ihr Bruder beschließt, sie von nun an jeden Tag zu treffen. Er gibt ihr am Abend eine Schlaftablette und sucht den Nachtklub auf, in dem Lucien arbeitet. Er trifft dort auf Khadija und Anne, die mittlerweile ihr Jurastudium aufgegeben hat und in einer Musikalienhandlung arbeitet. Die vier suchen ein Café auf, wo es Lucien schafft Khadija, die sich von ihm getrennt hat, zurückzugewinnen. Anne offenbart derweil ihrem Onkel die Schwäche seiner Familie – sowohl Antoine, als auch Emilie und Berthe seien bindungsunfähig. In den frühen Morgenstunden, alarmiert durch ein Klagelied, das eine alte Frau anstimmt, sieht Antoine in seiner Wohnung nach Emilie. In seiner Vorstellung kreist das Bild seiner toten Schwester, die sich vom Balkon gestürzt hat, doch tatsächlich schläft sie friedlich in ihrem Bett.

### Die Rückkehr
Antoine versucht seine Schwester zu überreden, mit ihm zusammenzuziehen. Emilie ziert sich. Sie ist der Meinung, es sei nicht normal für ihr Alter, dass Schwester und Bruder zusammen lebten. Sie hat Angst vor ihrem Bruder, da sie sich einst zu nahe standen. Während Antoine vehement versucht, sie von seinem Plan zu überzeugen, stellen sich erneut Probleme mit ihrer Mutter ein. Berthe weigert sich, ihr Zimmer zu verlassen. Die Hausordnung sieht jedoch vor, dass niemandem das Essen in seinem Zimmer serviert wird. Als Antoine und Emilie Berthe besuchen, hat sich deren Gesundheitszustand sichtlich verschlechtert. Sie kann zeitliche Zusammenhänge nicht mehr erkennen und hat geträumt, dass Antoine einen Unfall gehabt habe und ihr Haus vom Blitz getroffen und abgebrannt sei. Emilie und Antoine beschließen, ihre Mutter aus dem Altenheim zu nehmen. Medizinische Untersuchungen ergeben später, dass bei Berthes Schlaganfällen eines ihrer Hirngefäße verletzt wurde. Antoine informiert Emilie darüber, die sich daraufhin im Garten des Krankenhauses auf Sex mit einem wildfremden jüngeren Mann einlässt. Emilie flüchtet in das Haus nach Blagnac und wird am Abend von Antoine aufgesucht, der sich, als sie sich weigert, ihn einzulassen, mit Gewalt Zutritt verschafft. Emilie schlägt ihren Bruder, als er versucht ihren Puls zu messen, und warnt ihn, sie nochmals anzufassen. Emilie wirft ihm vor, mit Absicht so lange untätig gewesen zu sein und ihre Mutter nicht genügend beachtet zu haben. Antoine gibt zu, sich nicht mit dem Gedanken angefreundet zu haben, dass sie bald sterben würde. Zugleich beschuldigt er seine Schwester, es um ihrer Selbstsicherheit willen zu genießen, den Bruder tief beschämt zu sehen. Antoine erinnert Emilie an eine Begebenheit aus ihrer Kindheit und wirft ihr vor, sich hinter Rechthaberei zu verstecken. Emilie empfindet Hass für ihre Mutter, weil Berthe sie nicht genug liebt, jedenfalls nicht so, wie sie es sich gewünscht hätte.
Antoine verlässt das Haus und versucht sich das Leben zu nehmen. Er stürzt vom Balkon seiner Wohnung und bricht sich den Fuß, sehr zum Verdruss Emilies. Beim Besuch beider im Krankenhaus sieht sich die schwerkranke Berthe in ihren Ahnungen bestätigt. Tatsächlich hat Antoine einen Unfall gehabt. Sie stirbt wenig später und klagt kurz davor ihre Kinder an. Sie hätte sich ein drittes Kind gewünscht, das sie bei sich hätte aufnehmen können.
Bei der Beerdigung trösten Bruder und Schwester einander über den Verlust der Mutter. Und es bestätigt sich erneut eine der Ahnungen Berthes. Tatsächlich wird durch ein Gewitter das Dach von Antoines und Emilies Elternhaus beschädigt, wie später ein Nachbar berichtet. Nach der Beerdigung treffen Antoine, Emilie, Bruno, Lucien, Anne und Kadijah im Haus in Blagnac aufeinander. Sie kommen durch eine Bemerkung, die Khadijah über den Winter macht, zufällig ins Gespräch über ihre liebste Jahreszeit. Bruno liebt den Herbst, weil er für ihn immer der Beginn von etwas war, der Beginn des Lebensjahres, der Schulbeginn und seiner Anfang der Liebe zu Emilie. Lucien liebt den Frühling, da sich in dieser Jahreszeit die Frauen zu entblättern beginnen. Antoine und Emilie lieben den Sommer. Bei Antoines Aufbruch wird gefragt, ob jemand ein Lied singen wolle, und Emilie erklärt sich dazu bereit. Das Lied, das sie anstimmt, hat sie als Kind gelernt, als sie in der Schule auf die Ferien wartete, um Antoine wiederzusehen:
Wo aber ist der Freund, den ich überall suche,
schon bei Tagesanbruch beginnt meine Sehnsucht zu wachsen.
Und wenn die Nacht entschwindet, ist mein Rufen vergeblich.
Ich seh’ seine Spuren, ich weiß ihn in meiner Nähe.
Ich spüre ihn überall, wo der Tau von der Erde aufsteigt,
wo eine Blume duftet und wo das goldene Korn sich wiegt.
Ich spüre ihn in der lauen Luft, die mich zärtlich streichelt,
die ich mit Wonne atme und genieße.
Und ich höre seine Stimme,
die sich mit dem Gesang des Sommers vereint.

## Entstehungsgeschichte
Meine liebste Jahreszeit basiert auf einem Originaldrehbuch des Regisseurs André Téchiné, das er gemeinsam mit dem Drehbuchautor und Schauspieler Pascal Bonitzer für die Leinwand adaptierte. Für die Hauptrollen konnte Téchiné Catherine Deneuve und Daniel Auteuil verpflichten. Nach Gérard Pirès’ Krimidrama Die Entfesselten (1975) und Claude Lelouchs Allein zu zweit (1979) war es die dritte Zusammenarbeit der beiden Schauspieler. In weiteren Rollen sind Catherine Deneuves leibliche Tochter Chiara Mastroianni und Carmen Chaplin zu sehen, die mit Meine liebste Jahreszeit ihr Filmdebüt feierten. Die Dreharbeiten zum Film entstanden in der südfranzösischen Stadt Toulouse, im Département Haute-Garonne.

## Rezeption
André Téchinés Familiendrama feierte seine Premiere am 14. Mai 1993 als Eröffnungsfilm der Internationalen Filmfestspiele von Cannes. Der Film wurde von Kritikern als eine anspruchsvolle und reiche Charakterstudie zweier Geschwister gewertet, gleichsam als ein Höhepunkt des Kinojahres und als eine der besten Regiearbeiten Téchinés bezeichnet. Neben der unspektakulären Inszenierung wurde auch das Schauspielensemble gelobt, insbesondere das intensive Spiel der beiden Hauptdarsteller Catherine Deneuve und Daniel Auteuil. Vergleiche wurden gezogen mit Ingmar Bergmans Herbstsonate (1978), in dem Ingrid Bergman und Liv Ullmann als entfremdete Mutter und Tochter zu sehen sind, sowie zu John Cassavetes’ Love Streams (1984), in dem der US-amerikanische Regisseur gemeinsam mit seiner Ehefrau Gena Rowlands als Geschwisterpaar agiert. Ähnlich gute Kritiken erhielt Meine liebste Jahreszeit bei seinem deutschen Kinostart am 3. Februar 1994.
Seine Veröffentlichung in den USA feierte das Drama erst drei Jahre nach seiner Premiere in Cannes. Meine liebste Jahreszeit schaffte es erst nach dem großen Erfolg von André Téchinés nachfolgendem Film Wilde Rosen (1994) mit Filmopolis Pictures einen amerikanischen Filmverleih zu finden. Während Wilde Rosen am 10. Mai 1995 in den US-amerikanischen Kinos startete, folgte Meine liebste Jahreszeit am 19. April 1996. Auch in Übersee erhielt die Geschwisterstudie hervorragende Kritiken und spielte bis zum 25. August 1996 einen Bruttogewinn von 760.856 US-Dollar ein.

## Kritiken
- "In seinem sensiblen Geschwisterporträt setzt sich André Téchiné mit dem Auseinanderdriften der Generationen auseinander. Mit Catherine Deneuve und Daniel Auteuil steht ihm dabei die Creme de la Creme der französischen Schauspielstars mit perfekten Leistungen zur Seite. Ein edles Kinoerlebnis." (Blickpunkt: Film)
- "Téchiné, der das Skript gemeinsam mit Pascal Bonitzer verfasste, treibt Deneuve und Auteuil zu Höchstleistungen an und führt in einem geradlinigen, rüschenlosen Stil Regie, der die Schauspieler begünstigt und unsere Aufmerksamkeit auf ihre komplizierte Beziehung lenkt. Voll von fesselnden Dialogen und überraschenden Einblicken gehört 'Ma Saison Préférée' zu der Sorte von psychologischen Dramen, die viel zu selten daherkommen." (San Francisco Chronicle)
- "'My Favorite Season' fällt durch die nuancierten und engagierten Schauspielleistungen von Deneuve und Auteuil zu einer erstklassigen Facherforschung über die geheimnisvolle Geschwisterbindung aus. Dies ist französisches Filmemachen auf seinem Höhepunkt - intim, lustig, traurig und unermesslich zugänglich." (Spirituality & Health)
- "In vier jeweils einer Jahreszeit zugeordneten Kapiteln und einem Epilog erzählt. Die guten Schauspielerleistungen werden durch ein überfrachtetes Drehbuch und eine elegische Inszenierung unterlaufen, so daß die angestrebte Psychopathologie des Alltagslebens zum schlichten Mittelstandskitsch gerät." (Lexikon des internationalen Films)[1]

## Auszeichnungen
Bei seiner Premiere auf den Internationalen Filmfestspielen von Cannes 1993 galt André Téchinés Familiendrama als einer der Favoriten auf die Goldene Palme, musste sich aber den beiden Gewinnerfilmen Das Piano von Jane Campion bzw. Lebewohl, meine Konkubine des Hongkonger Regisseurs Chen Kaige geschlagen geben. Bei der Verleihung des wichtigsten französisches Filmpreises, dem César, erhielt Meine liebste Jahreszeit sieben Nominierungen, darunter für den besten Film des Jahres, konnte sich aber nicht gegen Alain Resnais Komödie Smoking / No Smoking durchsetzen. Im Jahre 1996 kürte die US-amerikanische Boston Society of Film Critics Awards Téchinés Film zur besten ausländischen Filmproduktion.

### César 1994
Nominiert in den Kategorien
- Bester Film
- Beste Regie
- Bester Hauptdarsteller (Daniel Auteuil)
- Beste Hauptdarstellerin (Catherine Deneuve)
- Beste Nebendarstellerin (Marthe Villalonga)
- Beste Nachwuchsdarstellerin (Chiara Mastroianni)
- Bestes Drehbuch

### Weitere
Internationale Filmfestspiele von Cannes 1993
- nominiert für die Goldene Palme als bester Film

Gramado Film Festival 1993
- nominiert als bester Film

Boston Society of Film Critics Awards 1996
- Bester ausländischer Film